# Gotlândia
A Gotlândia ou Gotland (em sueco:  Gotland;   PRONÚNCIA; em gútnico antigo: Gutland) é a maior ilha da Suécia e do mar Báltico. 
Está situada a 90 km a leste da Suécia, assim como a 130 km a oeste da Letónia e 600 km a norte da Polônia. 
A ilha é ao mesmo tempo a província histórica da Gotlândia (Gotland), o condado da Gotlândia (Gotlands län), e a comuna de Gotlândia (Gotlands kommun). 
Pertencem à Gotlândia as pequenas ilhas de Fårö e Gotska Sandön ao norte, e as ilhas Stora Karlsö e Lilla Karlsö a oeste. 
A antiga cidade de Visby é simultaneamente a capital da província histórica, a capital do condado e a sede da comuna.
É uma antiga urbe hanseática fundada no século X, rodeada de muros medievais praticamente intactos, e dispondo de vários edifícios históricos. 

## Etimologia e uso
O nome geográfico sueco Gotland deriva possivelmente das palavras nórdica "gutar" (o nome do povo habitando a ilha; literalmente, "os homens") e de ”land” (terra ou ilha), significando ”terra dos gutas”. A forma ”Gotland” - com ”o” - parece ser uma influência do baixo-alemão medieval, talvez em combinação erudita posterior com ”goter” (godos). A província está mencionada como "Gutlandi", em escrita rúnica em sueco antigo no século XI, como ”Gutland” na Saga dos Gutas, em gútnico antigo no século XIII, e como ”Gutland” no século XIV.

| “                                    | ”Gutland hitti fyrsti maþr þan sum þieluar hit. þa war gutland so eluist at þet daghum sanc Oc natum war uppj.” | ” |
| — Autor desconhecido, Saga dos Gutas | |   |

A forma Gotlândia é um aportuguesamento consagrado em textos em português, embora a forma original Gotland pareça ter igualmente uso considerável na língua portuguesa.

## História
O antigo nome da ilha é Gutland, e o nome dos seus habitantes Gutar (APORTUGUESADO Gutas).                                 Os Alemães alteraram todavia o nome para Gotland, e os Suecos passaram a designar os habitantes de Gotlänningar (LITERALMENTE Gotlandeses).

A Saga dos Gutas – escrita no século XIII – conta-nos que a Gotland era uma ilha encantada – desaparecendo debaixo de água durante o dia e vindo à superfície durante a noite. Esse encanto teria sido quebrado pela visita do primeiro humano à ilha, quando Tjelvar pôs o pé em terra e acendeu um fogo.

Hoje em dia, sabemos que a Gotland é habitada desde a Idade da Pedra.
Os seus primeiros habitantes teriam aí chegado há uns 8 000 anos, sendo a ligação destes ao mar atestada por vestígios arqueológicos da Idade do Bronze e por pedras decoradas com barcos da Idade do Ferro.

Durante a Era Viking, a ilha foi um centro de comércio e um reduto de pirataria no mar Báltico. Numerosos tesouros de prata indicam a sua prosperidade.

No início da Idade Média, a Gotland gozava de considerável autonomia.

Os seus camponeses e comerciantes  - com a cidade de Visby como centro – estavam unificados e orientados para o comércio marítimo com o leste.

Todavia, um conflito crescente entre os comerciantes alemães de Visby e os grandes camponeses da ilha acabou por fazer deflagrar uma guerra civil. O rei sueco Magnus Ladulås interveio em 1288, permitindo a vitória de Visby e assegurando ao mesmo tempo o domínio da Suécia.  

No século XIII e XIV, a Gotland teve o seu período de riqueza e poder, integrada no círculo da Liga Hanseática.

Em 1361, a Gotland passou a ser dinamarquesa, quando o rei  Valdemar Atterdag conquistou a ilha, pondo assim fim ao período de prosperidade e grandeza.

Embora sendo formalmente possessão dinamarquesa, a ilha foi assediada e até conquistada por vários invasores estrangeiros.

300 anos depois, em 1645, a Gotland foi recuperada pela Suécia, pela Paz de Brömsebro, passando a ser sueca até aos nossos dias.

Em 1678, Johan Cedercrantz foi nomeado governador (em sueco: landshövding) do Condado da Gotlândia. Hoje em dia, a Princesa Leonor da Suécia é a duquesa de Gotlândia, título que lhe foi oferecido pelo avô, o Carlos XVI Gustavo, em honra do seu nascimento.

## Geografia
A Gotlândia é um grande rochedo planáltico de calcário - predominantemente plano - em pleno Mar Báltico, a cerca de 90 km da Suécia continental. Tem um comprimento de 170 km e uma largura de 50 km. Através dos tempos, as vagas e os ventos modelaram falésias (raukar) e grutas ao longo das costas da ilha. Seu ponto mais alto é Lojsta Hed a apenas 83 metros acima do nível do mar. Esta ilha está localizada numa das áreas com maior número de horas de sol da Suécia.

### Maiores centros urbanos
- Visby, 22 000
- Hemse, 1 800
- Slite, 1 600
- Klintehamn, 1 400
- Vibble, 1 100

## Economia

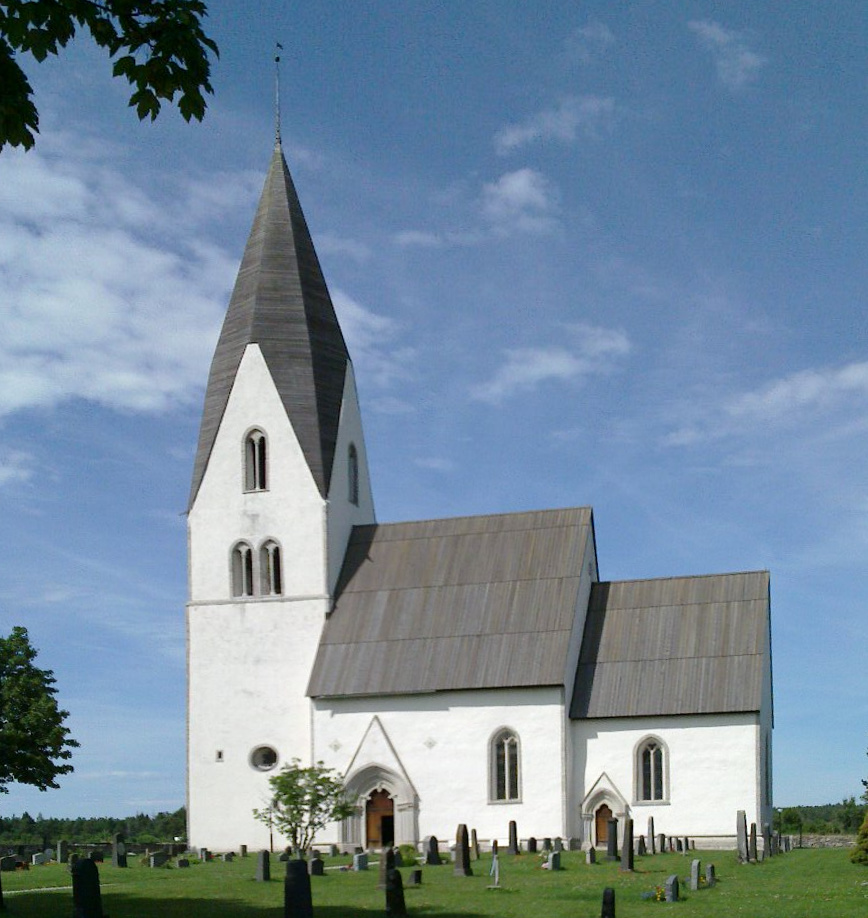
Igreja de Tofta

A sua economia distingue-se da economia do resto da Suécia, devido a ter um maior número de pessoas trabalhando no setor agrícola — cerca de 8% — e um menor número na indústria — uns 15%. Cerca de metade da força de trabalho está concentrada na área de Visby. 
A agricultura é um setor importante, com realce para o cultivo de beterraba-sacarina, morangos, batatas e cereais. A criação de ovelhas, vacas e porcos está aliada à produção de leite, carne de vaca e de porco. A indústria conta com 10 empresas com mais de 50 empregados, com relevo para a produção metalo-mecânica, alimentar e de cimento. 
A Gotlândia é igualmente uma grande atração turística, especialmente no verão.  O turismo ocupa umas 2 000 pessoas, recebendo a ilha anualmente mais de 600 000 turistas. 

## Transportes
A Gotlândia não tem vias férreas desde os anos 60. Os transportes internos são assegurados por uma rede de linhas de autocarros/ônibus. Visby está ligada diariamente por barco a Nynäshamn e Oskarshamn, e por avião a Norrköping e Estocolmo na Suécia continental.

## Património turístico
A Gotlândia é uma grande atração turística, especialmente no verão.
Tem um dos maiores números de horas de sol da Suécia – cerca de 2000, em Visby e Hoburg.

Entre os pontos turísticos mais procurados atualmente estão: 
- Visby (A "cidade hanseática de Visby", Património Cultural da Humanidade) [34]
- Grutas de Lummelunda, com mais de 4 km de galerias [35]
- Póneis selvagens da raça Gotlandsruss em Lojsta [36]
- A pequena ilha de Stora Karlsö, onde numerosas aves fazem ninho. [6]
- As falésias (raukar) de Hoburgen [6]
- 13 500 vestígios arqueológicos [37]
- 92 igrejas medievais [38]
- 800 km de costa com praias e falésias (raukar) [39]

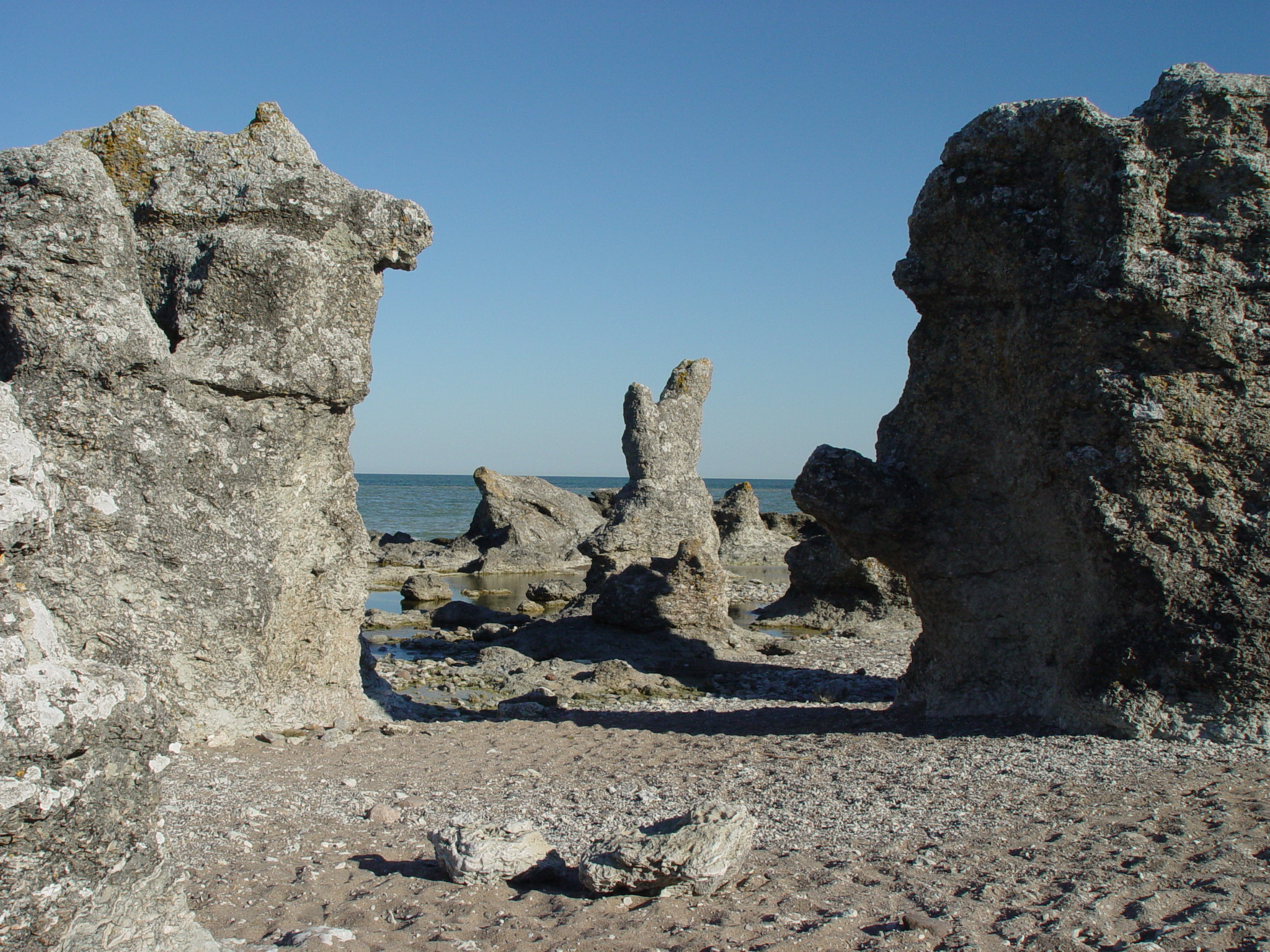
Costa da Gotlândia, com as suas típicas falésias (raukar)
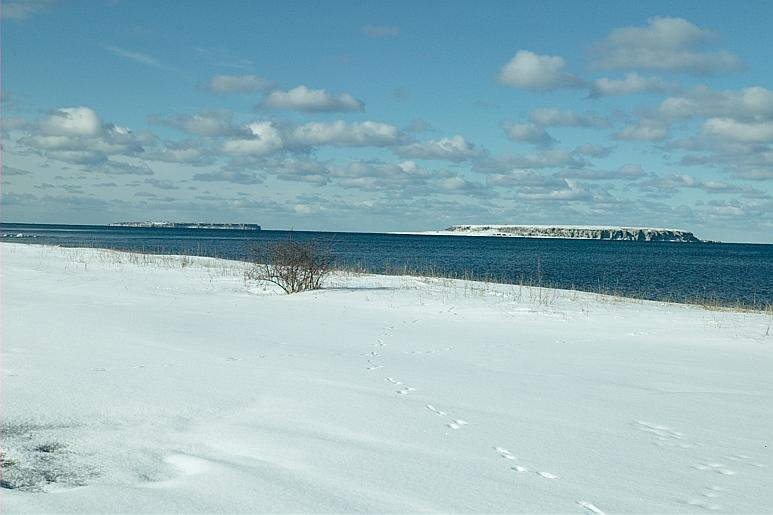
Valve no inverno
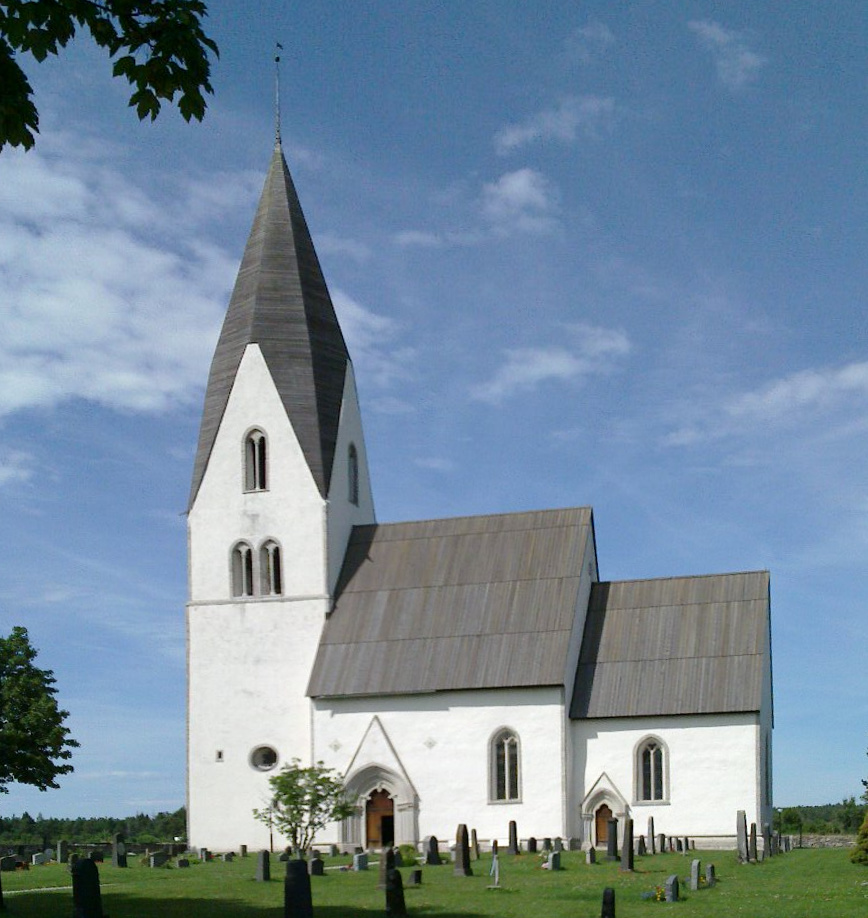
A Igreja de Tofta
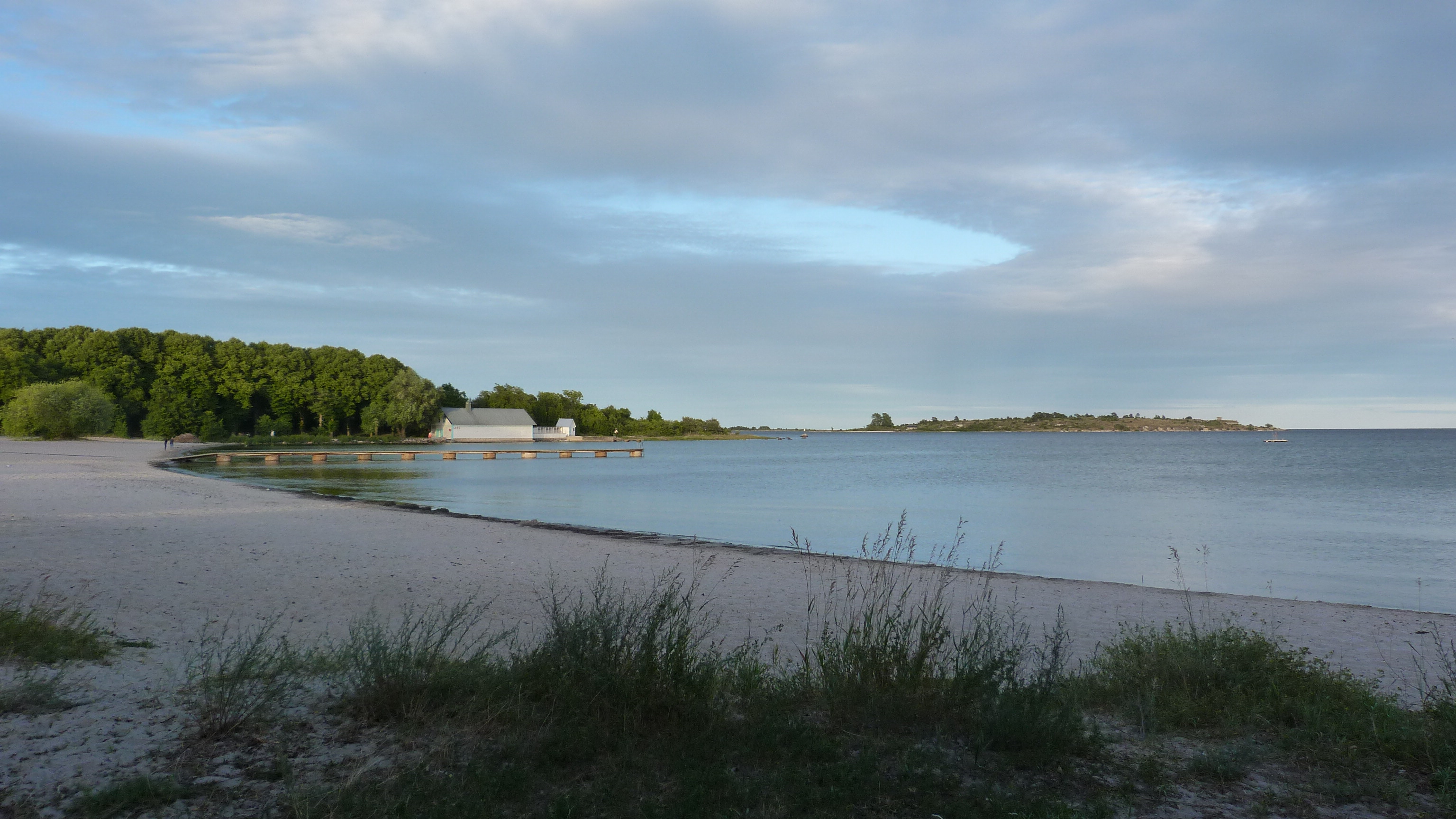
A praia de Slite